# Güterbahnhof

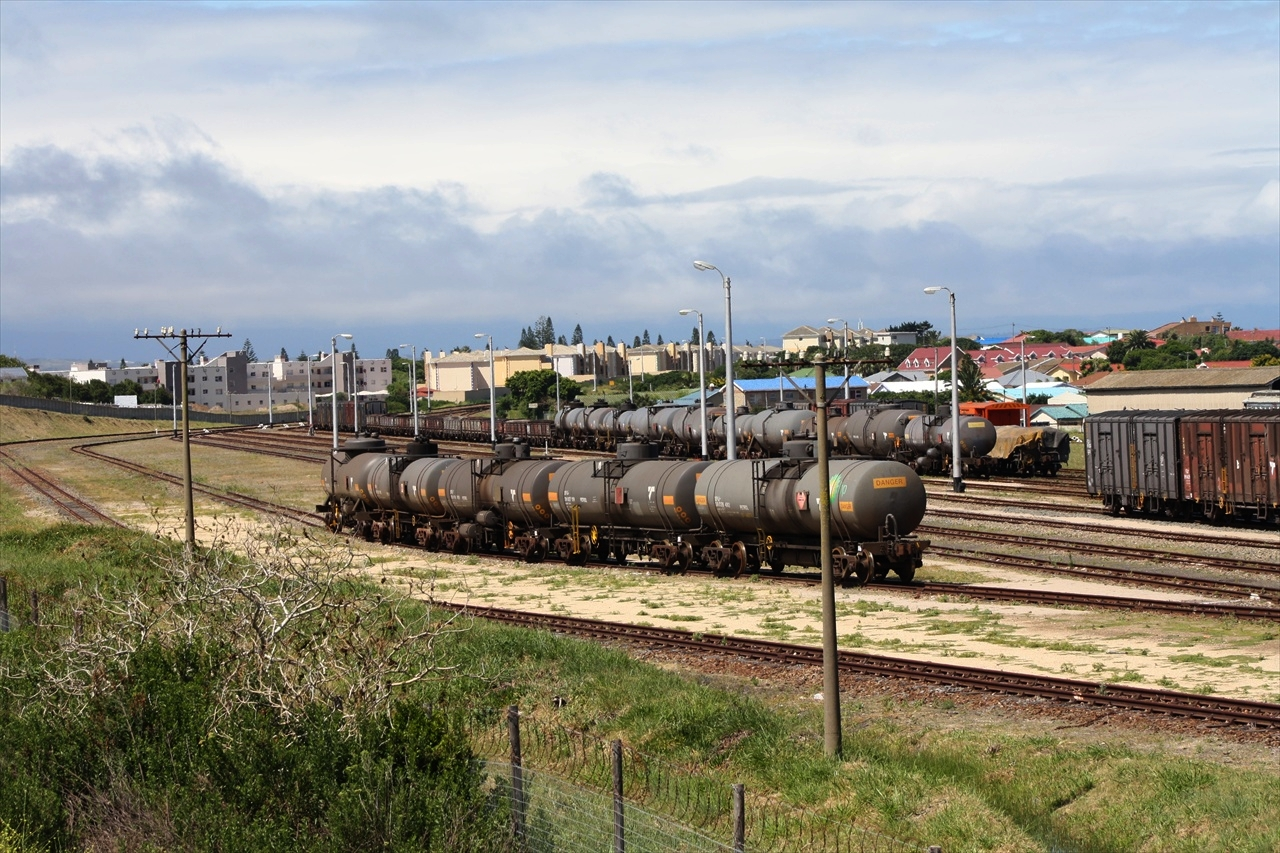
Güterbahnhof in Voorbaai, Südafrika

Unter einem Güterbahnhof (Abkürzung in Deutschland Gbf, in der Schweiz GB) oder in Österreich einem Frachtenbahnhof (Abkürzung Fbf) versteht man im weitesten Sinn eine Bahnanlage oder deren Teil, auf der kein Personenverkehr stattfindet, sondern lediglich Güter in jeder Form von der Straße oder vom Schiff auf die Eisenbahn beziehungsweise umgekehrt verladen und/oder Eisenbahngüterwagen an örtliche Gleisanschlüsse übergeben werden.
Werden die Güter nicht abgesendet oder empfangen, sondern auf dem Transportweg zwischen Bahn und einem anderen Verkehrsmittel wie Schiff oder LKW bimodal umgeladen oder zwischen Güterwagen verschiedener Spurweiten umgesetzt, spricht man von einem Umschlagbahnhof (Ubf) oder Umschlagterminal. Umschlagbahnhöfe entstehen im Rahmen des kombinierten Verkehrs oft als Containerterminal. Ein solcher Umschlagbahnhof wird auch Containerbahnhof genannt (bei der DR auch Containerumschlagplatz (CUP) genannt).

Stückgutbahnhof bezeichnet eine Bahnhofsanlage bei der Stückgut abgefertigt wird.

Grubenbahnhof (auch Zechenbahnhof) bezeichnet einen Bahnhof zur Aufstellung und Verteilung der Eisenbahnwagen auf Erzbergwerken, Kohlezechen u. dgl. Im weiteren Sinne auch unter Tage angelegte Bahnhöfe, so beispielsweise der Grubenbahnhof des Zwickauer Steinkohlenbergwerkes Kaiserin-Augusta-Schacht von 1915.

## Anlage
Güterbahnhöfe können
- unmittelbar neben einem Personenbahnhof (entweder vom Empfangsgebäude aus gesehen hinter den Bahnsteigen oder Personen- und Güterbahnhof direkt hintereinander),
- getrennt vom Personenbahnhof entlang einer der diesen verlassenden Strecken oder
- als eigenständige Anlagen ohne Zusammenhang mit einem Personenbahnhof angelegt sein.

Im Einzelwagenverkehr werden die für die einzelnen Güterbahnhöfe bestimmten Güterwagen meistens von gesonderten Rangierbahnhöfen aus zugestellt und wieder abgeholt. Teilweise bestehen auch kombinierte Rangier- und Güterbahnhöfe.

## Ausrüstung
Für seinen Zweck ist der Güterbahnhof meist mit einer größeren Anzahl an Abstellgleisen und Ladegleisen ausgestattet. An den Ladegleisen befinden sich entweder fest montierte oder für einen kurzfristigen Zeitraum (z. B. Radlader für die Verteilung von Zuckerrüben) aufgestellte Verladehilfen (Kräne, Förderbänder etc.).
Handelt es sich bei den zu verladenden Waren in erster Linie um Container, werden diese Güterbahnhöfe auch als Containerterminals (CT) bezeichnet, auf denen wiederum spezielle Ladebrücken, Kräne und Stapelfahrzeuge für die Verladung der Container vom LKW oder Schiff auf die Wagen oder retour sorgen.
Wenn für die Güterverladung nur ein kleiner Teil des Bahnhofs- bzw. Haltestellenbereichs verwendet wird, so wird dieser auch als Ladestelle bezeichnet und hat eine eigene Zufahrt mit Beschilderung. Für die Verladung der Güter steht hier meist keine Einrichtung zur Verfügung, die Verladung muss von den jeweiligen Firmen selbst organisiert werden (Förderbänder, LKW-Kräne etc.).
Solche Ladestellen sind bzw. waren meist auf Nebenbahnen, Schmalspurbahnen und kleineren Bahnhöfen zu finden.
Mittlere und größere Güterbahnhöfe haben oder hatten meistens auch Rangiergleise zum Verteilen der eingetroffenen Züge auf die verschiedenen örtlichen Lade- und Anschlussgleise sowie für eine gleichzeitige Funktion als kleinere Knotenbahnhöfe, die in manchen hauptsächlich europäischen Ländern auch teilweise mit einem Ablaufberg ausgerüstet wurden.

## Bilder

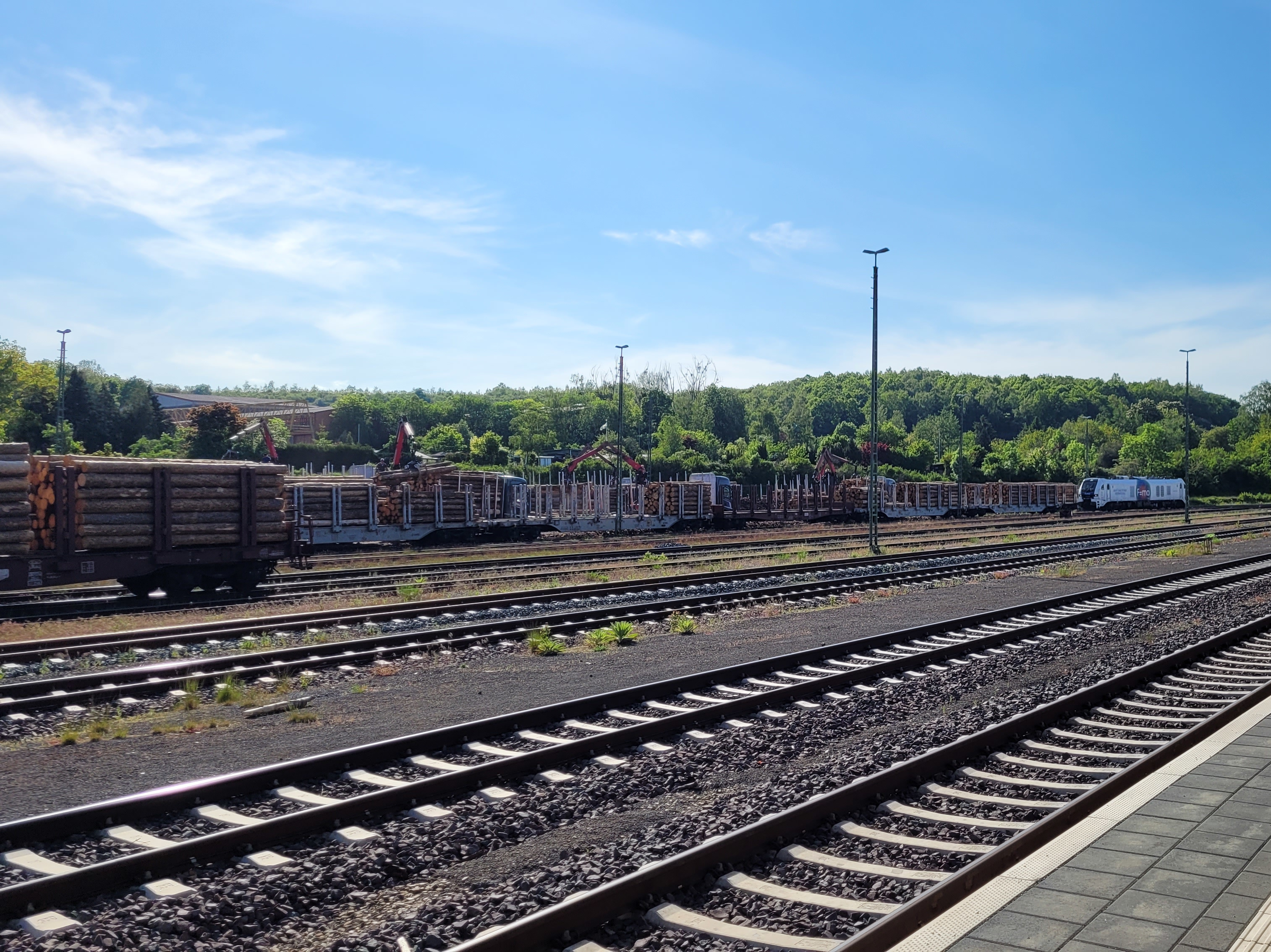
Holzverladung mit speziellen Greifarmen am Bahnhof Oker im Harz, 2021
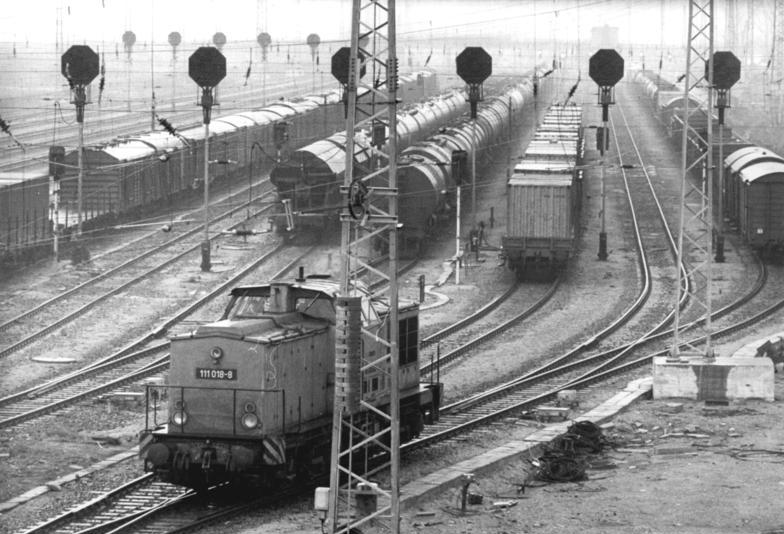
Güterbahnhof mit Gleisharfe und Abdrücksignalen in Rostock, 1986
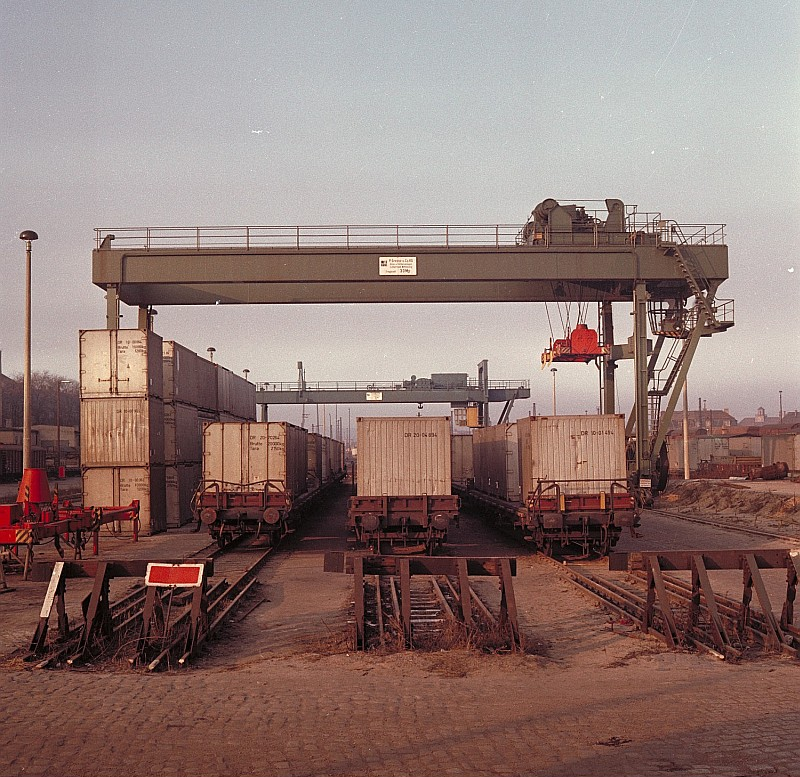
Containerportalkran Bahnhof Dresden, 1972
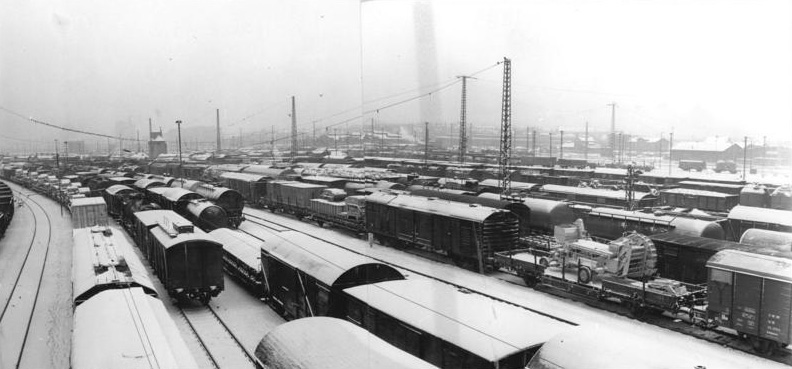
Halle (Saale) Güterbahnhof um 1969
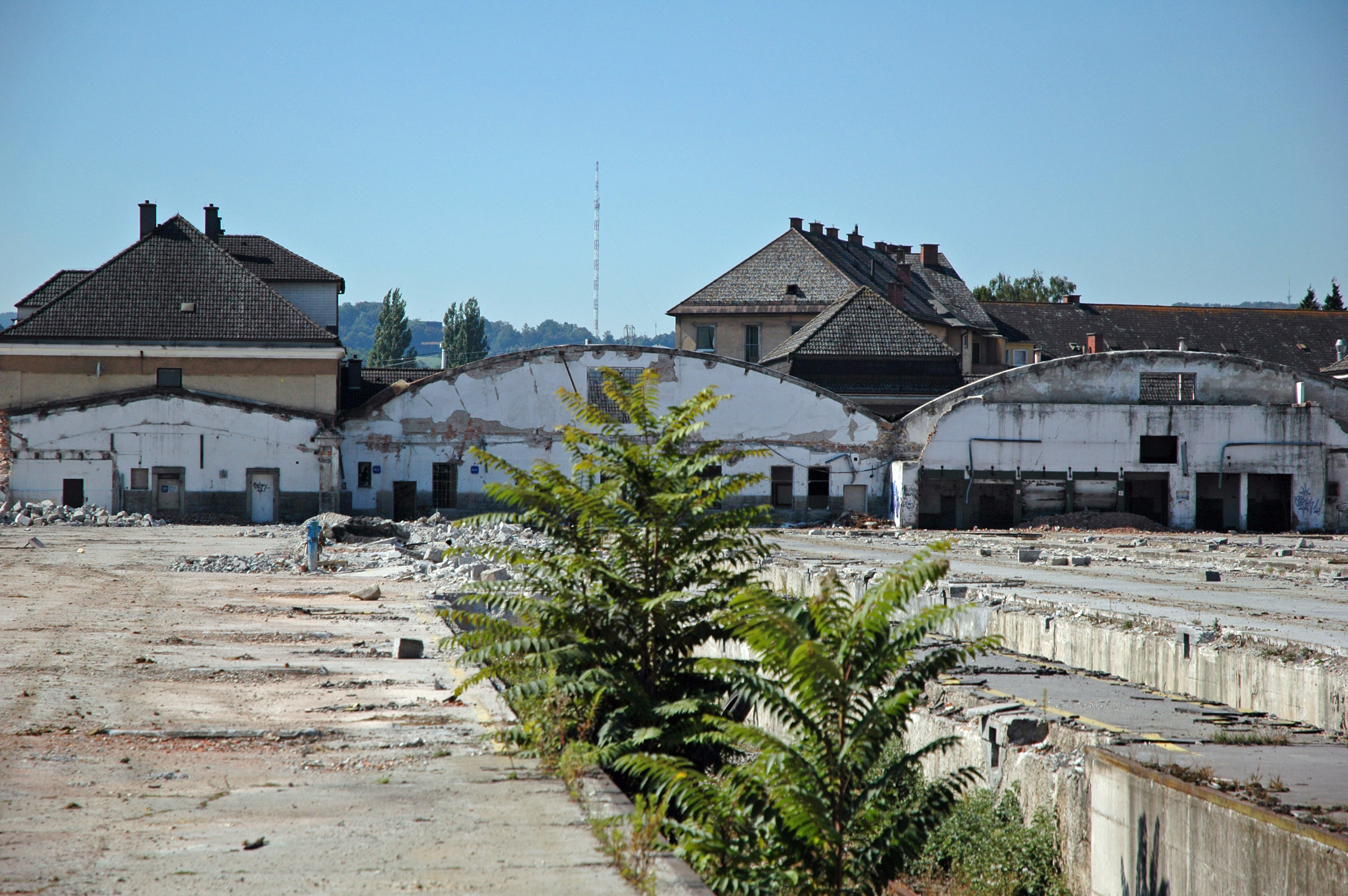
Ehemaliger Frachtenbahnhof in Linz kurz vor seinem vollständigen Abriss

## Strukturwandel
Aufgrund der fortschreitenden Verlagerung des Güterverkehrs auf die Straße wurden und werden weiterhin viele Güterbahnhöfe und infolgedessen auch Rangierbahnhöfe stillgelegt und anschließend häufig abgebrochen, so dass die Wiederaufnahme eines eingestellten Schienengüterverkehrs am selben Ort nicht mehr möglich ist. In anderen kombinierten Güter- und Knotenbahnhöfen mit Ablaufberg wurde letzterer bei Aufgabe der Knotenpunktfunktion des Bahnhofes mit Beibehaltung der örtlichen Güterbahnhofsfunktion stillgelegt. Ferner wurde in den meisten Ländern der Stückgutverkehr vollständig auf die Straße verlagert, was die Stilllegung der Güterhallen zur Folge hatte, und im Wagenladungsverkehr wurden die meisten öffentlichen Ladestraßen und Laderampen der Güterbahnhöfe für Kleinkunden aufgegeben, so dass die meisten heute überhaupt noch betriebenen Güterbahnhöfe nur mehr als Containerbahnhöfe und/oder Übergabebahnhöfe zu Gleisanschlüssen benutzt werden.